# 増田幸弘
増田幸弘（ますだゆきひろ、1963年10月5日-）は、フリーランスの記者・編集者。東京生まれ、早稲田大学第一文学部卒業。新聞社、出版社、編集プロダクションを経てフリーランス。2006年から2024年までチェコとスロヴァキアで活動。新聞や雑誌に記事やコラムを寄稿。

## 著書

### 単著
- 『日本地理おもしろ雑学』、日東書院、2003年
- 『プラハのシュタイナー学校』、白水社、2010年
- 『ザルツブルクとチロル アルプスの山と街を歩く』、ダイヤモンド社、2013年
- 『棄国ノススメ』、新評論、2015年
- 『黒いチェコ』、彩流社、2015年
- 『岐阜を歩く』、彩流社、2016年
- 『イマ イキテル 自閉症兄弟の物語――知ろうとするより、感じてほしい』、明石書店、2017年
- 『失われた時、盗まれた国　ある金融マンを通して見た〈平成30年戦争〉』、作品社、2022年

### 編著
- 『プラハ　カフカの生きた街』、パルコ出版、1993年
- 『メディアの本分　雑な器のためのコンセプトノート』、彩流社、2017年

### 共著
- 『ルポルタージュ　よい野菜　全国91産地を歩く』、中西昭雄編、日本経済新聞社、1992年
- 『世界の古書店』、川成洋編、丸善、1994年
- 『世界の古書店 II』、川成洋編、丸善、1995年
- 『バルセロナ散策』、川成洋・坂東省次編、行路社、2001年
- 『不自由な自由　自由な不自由　チェコとスロヴァキアのグラフィック・デザイン』、増田幸弘＋集、六耀社、2017年

### 共編著
- 『東京経済大学「現代思想a／社会思想a」 新人類からＺ世代への40年 『失われた時、盗まれた国』をめぐる対話』、早尾貴紀・増田幸弘編、CCM Hong Kong、2023年

### 共編訳著
- 『独裁者のブーツ　イラストは抵抗する』、増田幸弘＋増田集、ヨゼフ・チャペック、共和国、2019年